# Гюлабад
Гюлаба́д или Гулаба́д (узб. Gulobod / Гулобод) — посёлок городского типа, административный центр Самаркандского района Самаркандской области Узбекистана. Статус посёлка городского типа получил в 2009 году. До этого имел статус села (кишлака). Входит в Самаркандскую агломерацию.
Население Гюлабада по оценочным данным составляет более 15 тысяч человек. Гюлабад расположен в нескольких километрах к югу от Самарканда — административного центра Самаркандской области.
На территории посёлка функционируют несколько предприятий и компаний, некоторые из которых совместные, среди них: узбекско-иранские, узбекско-американские и узбекско-немецкие предприятия. Промышленность района в основном производит мебель, текстиль, фарфоровые изделия и изделия из стекла, продукты питания, в том числе молочные продукты. В посёлке функционирует агрокомбинат.
В посёлке расположено главное здание администрации Самаркандского района, несколько банков, государственный архив, лицей и колледж, одна школа, стадион, торговые центры и базары. Из достопримечательностей имеется центральная мечеть, памятник жертвам Афганской войны (1979—1989), статуи Алишера Навои и Джами в центральном парке Гюлабада.

## Население
В 1998 году численность населения Гюлабада составляла более 10 тысяч человек. По данным переписи 1989 года, в Гюлабаде проживало 779 человек. В настоящее время численность населения посёлка составляет примерно 15 тысяч человек. В национальном составе преобладают узбеки и таджики. Также в посёлке проживают иранцы, арабы, русские, татары и представители других национальностей. Основная часть верующих — мусульмане-сунниты.